# Rhabdomys dilectus
Rhabdomys dilectus är en gnagare i familjen råttdjur som förekommer i centrala och södra Afrika.

## Utseende
Exemplaren blir med svans 180 till 260 mm långa, svanslängden är 80 till 130 mm och vikten varierar mellan 30 och 85 g. Pälsen har en mörk rödbrun grundfärg på ovansidan som blir ljusare fram mot sidorna. På extremiteterna förekommer spräcklig mörkbrun päls. Liksom Rhabdomys pumilio har arten fyra längsgående svartaktiga strimmor på ryggen. Undersidan är täckt av ljus gråbrun till vit päls. Vid öronens baksida och kring nosen finns ofta inslag av rosa.

## Utbredning
Arten har flera från varandra skilda populationer från Kenya i öst och Angola i väst till östra Sydafrika. Den lever i savanner och andra gräsmarker (bland annat med gräset Pennisetum clandestinum), i buskskogar och i kulturlandskap. Denna gnagare besöker ofta förvaringsbyggnader och den betraktas där som skadedjur. Rhabdomys dilectus delar reviret med andra släktmedlemmar.

## Ekologi
Gnagaren är dagaktiv och den äter frön, gröna växtdelar och insekter. Fortplantningstiden sträcker sig beroende på utbredning från augusti till mars eller april. Den börjar efter dagar med regnfall. Honor har två till fem kullar per år och dräktigheten varar i genomsnitt 25,4 dagar. Per kull föds upp till 11 ungar. De flesta individer lever endast 1,5 månader i naturen. Exemplar i fångenskap blev två år gamla. Flera individer faller offer för ormar, rovlevande fåglar, ökenlo, schabrakschakal, och vildkatt.

## Hot
Klimatförändringar kan vara ett framtida hot. Hela populationen anses vara stabil. IUCN listar arten som livskraftig (LC).